# Bettemburg
Bettemburg (luxemburgisch Beetebuergⓘ, französisch Bettembourg) ist eine Gemeinde und eine Kleinstadt im Großherzogtum Luxemburg und gehört zum Kanton Esch an der Alzette. Der Ort ist ein Eisenbahnknoten mit Rangierbahnhof.

## Geographie
Bei Bettemburg-Hüncheringen fließt die Mierbech in die Alzette, nachdem sie den Ort durchquert hat.
Die Gemeinde Bettemburg besteht aus den Ortschaften
- Abweiler (lux.: Obeler),
- Bettemburg (lux.: Beetebuerg, fr: Bettembourg),
- Fenningen (lux.: Fenneng, fr: Fennange)
- Hüncheringen (lux.: Hënchereng, fr.: Huncherange),
- Nörtzingen (lux.: Näerzeng, fr.: Noertzange).

## Zweiter Weltkrieg
Am 11. Mai 1944 flogen die Alliierten einen Bombenangriff auf Bettemburg mit 35 Flugzeugen des Typs B-17, den sogenannten Fliegenden Festungen. Das eigentliche Ziel, der Bahnhof von Bettemburg, wurde jedoch nur leicht beschädigt. Stattdessen wurden große Teile der Ortschaft getroffen. 20 Häuser wurden ganz oder teilweise zerstört und 281 Gräber des Friedhofs beschädigt. 27 Menschen kamen ums Leben.

## Kommunalpolitik
| Gemeinderatswahl Bettemburg 2023 %403020100 36,8 %29,1 %14,1 %10,8 %9,3 % LSAPCSVGréngDPADRGewinne und Verlusteim Vergleich zu 2017 %p 6 4 2 0 −2 −4−2,8 %p−1,0 %p−2,6 %p+4,6 %p+1,9 %pLSAPCSVGréngDPADR | Sitzverteilung im Gemeinderat Bettemburg seit 2023Insgesamt 15 Sitze - LSAP: 6 - Gréng: 2 - DP: 1 - CSV: 5 - ADR: 1 |

## Sehenswertes
Das Ortsbild wird geprägt durch die neuromanische Dekanatskirche Mariä Himmelfahrt, die 1887–1889 erbaut wurde. In Abweiler findet man die Kapelle St. Willibrord aus dem Jahre 1777.
Die Pfarrkirche St. Joseph im Ortsteil Hüncheringen entstand um 1902. Die historisch und kunstgeschichtlich bedeutsamsten Sakralbauten der Gemeinde sind jedoch die Filialkirchen St. Andreas in Noertzingen (Chor spätgotisch, 15. Jh., Schiff barock, 1758) und St. Lambertus und Blasius in Fenningen (Chor spätgotisch, Schiff barock).
In Bettemburg befinden sich neben dem Schlosspark und dem Park Jacquinot der Parc Merveilleux, der einzige Märchen- und Freizeitpark des Großherzogtums, der vor allem für Tagesausflüge und für Familien mit Kindern attraktiv ist.

## Partnergemeinden
Partnergemeinden sind:
- Flaibano (Italien)
- Valpaços (Portugal)

## Persönlichkeiten
- Eugénie Duren, Mutter von Robert Schuman
- Jean Majerus (1914–1983), Profiradfahrer
- Pierre Bergem (1928–2006), Militärperson und Künstler
- Lucien Zeimes (1948–2002), Radrennfahrer
- Pit Hoerold (* 1954), Lyriker, Dramatiker, Kinderbuchautor, Biograph und Liedtextdichter
- Roger Negri (* 1954), Politiker der LSAP, Abgeordneter in der Deputiertenkammer und Sportfunktionär
- Eugène Berger (1960–2020), Politiker und Bergsteiger
- Nicole Max (* 1961), Theater- und Filmschauspielerin

## Verkehr
Der Bahnhof Bettembourg liegt an den Strecken Luxemburg–Bettemburg Grenze, nach Volmerange-les-Mines und nach Pétrange. Er wird von Personenzügen nach Diedenhofen, Metz, Nancy, Rodingen, Petingen, Düdelingen und Volmerange-les-Mines bedient.
Am 11. Oktober 2006 prallten ein Güterzug und ein Personenzug bei der französisch-luxemburgischen Grenze bei Zoufftgen frontal zusammen. Dabei wurden sechs Menschen getötet und zwei schwer verletzt. Ursache dafür war ein menschlicher Fehler im Stellwerk Bettemburg. Vier CFL-Mitarbeiter wurden angeklagt und vor Gericht zu Haft- und Bewährungsstrafen verurteilt.
Am 14. Februar 2017 kollidierte ein Personenzug (TER Nr. 88807) nach 8:30 Uhr kurz hinter Bettemburg mit dem in Gegenrichtung kommenden Güterzug (Nr. 49800). Der Triebfahrzeugführer des TER in Richtung Thionville überlebte den Zusammenstoß nicht. Es gab mehrere Verletzte.
Gemäß der luxemburgischen Bahngesellschaft CFL habe die Auswertung der Verkehrsdaten der beiden Züge ergeben, dass der Triebfahrzeugführer des Personenzuges ein Vorsignal missachtet hatte und daraufhin ein Halt zeigendes (rotes) Hauptsignal überfuhr.
Gemäß einem am 19. Februar 2018 veröffentlichten, vorläufigen Bericht der Administration des enquêtes techniques (zu Deutsch: Verwaltung der technischen Ermittlungen) leitete das sogenannte Krokodil (Kontaktgeber), das den Lokführer auf das Halt zeigende Hauptsignal hätte hinweisen sollen, kein elektrisches Signal an die Kontaktempfänger des Triebwagens weiter. Es fehlte somit eine Beeinflussung, die den Lokführer hätte warnen können. Laut dem Untersuchungsbericht hatte das Krokodil im Bahnhof Bettemburg bereits zuvor in 14 Fällen kein Signal abgegeben.
Wegen der fehlenden Beeinflussung durch den Kontaktgeber im Gleis neben dem Vorsignal löste das luxemburgische Zugsicherungssystem Memor II+ nach 800 m keine Zwangsbremsung aus. Der Zug setzte seine Fahrt also ungebremst mit 123 km/h in Richtung des Halt zeigenden Hauptsignals fort. Laut Bericht funktionierten sämtliche optischen Signale entlang der Strecke einwandfrei, der Lokführer habe jedoch nicht auf diese Signale reagiert.

## Sport

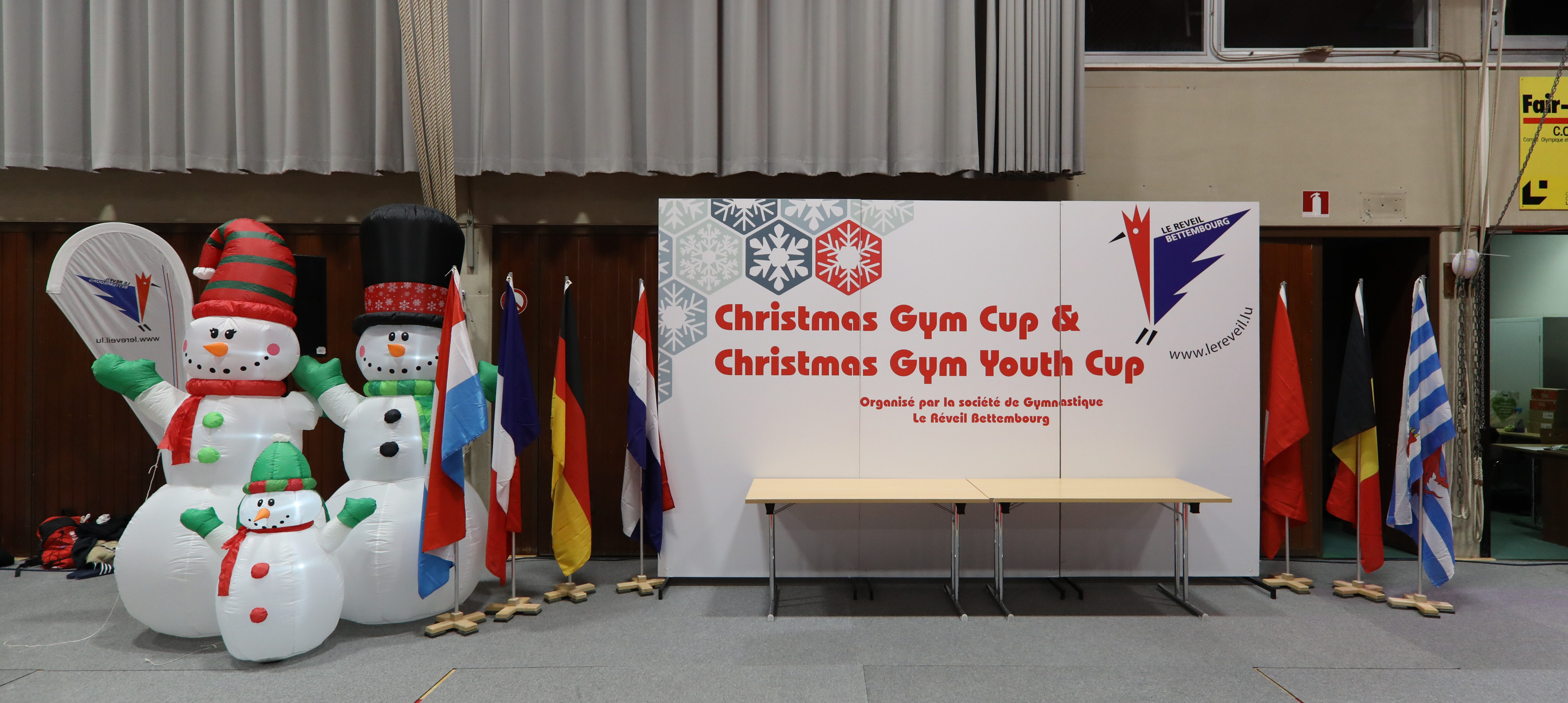
Dekoration beim 22. Christmas Gym Cup 2021

Der ortsansässige Turnverein Le Réveil Bettembourg führt jährlich zum Ende des Jahres im Centre Sportif et Culturel Bettembourg den Christmas Gym Cup aus, den einzigen internationalen Turnwettkampf in Luxemburg.
Der Fußballverein Sporting Bettemburg spielt seit 2024 in der höchsten luxemburgischen Liga BGL Ligue.